# Mycosphaerella capronii
Mycosphaerella capronii är en svampart som först beskrevs av Pier Andrea Saccardo, och fick sitt nu gällande namn av Lind 1934. Mycosphaerella capronii ingår i släktet Mycosphaerella och familjen Mycosphaerellaceae.   Inga underarter finns listade i Catalogue of Life.